# Bougainvillia robusta
Bougainvillia robusta är en nässeldjursart som först beskrevs av John Fraser 1938.  Bougainvillia robusta ingår i släktet Bougainvillia och familjen Bougainvilliidae. Inga underarter finns listade i Catalogue of Life.